# Wilfried Peeters

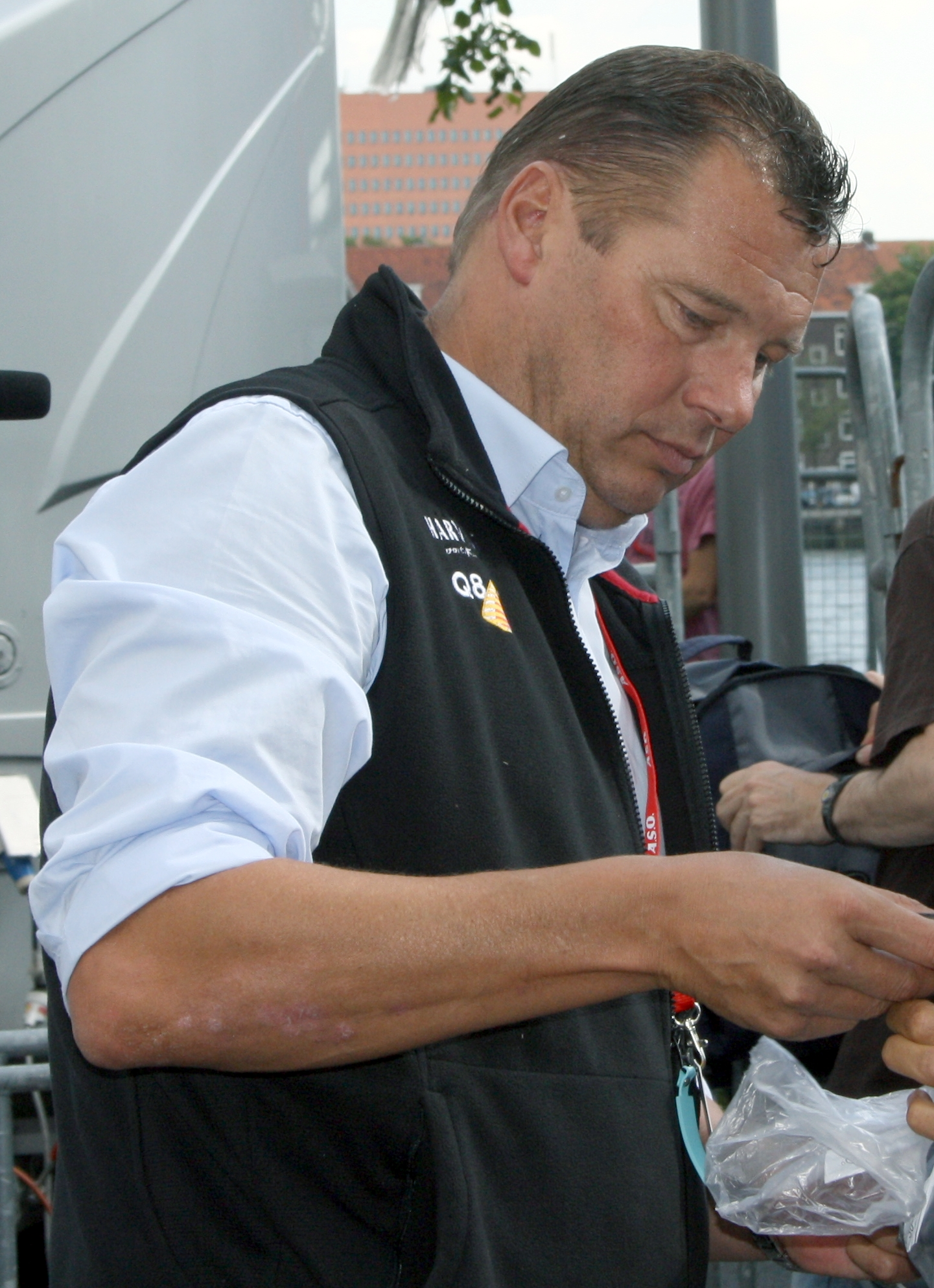
Wilfried Peeters 2012.

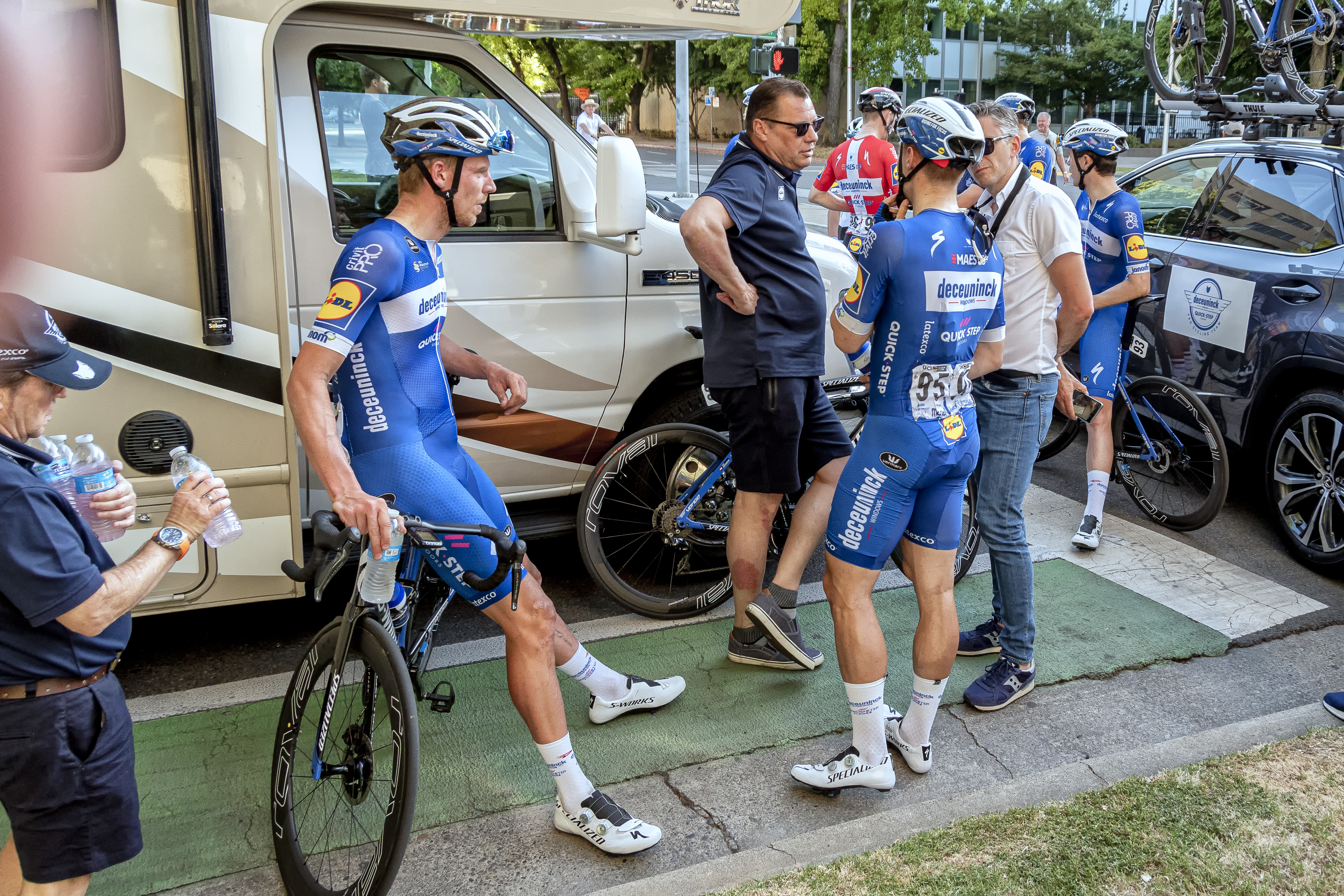
Fabio Jakobsen i samtal med sin sportdirektör 2019.

Wilfried Peeters, född den 10 juli 1964 i Mol, är en belgisk tidigare landsvägscyklist som var professionell från 1986 till 2001. Hans roll, från 1993 och framåt, var främst som hjälpryttare åt Johan Museeuw, men några egna segrar fick han vinna trots detta – som Gent–Wevelgem 1994, Nationale Sluitingsprijs 1998 och Guldensporentweedaagse 1999 (som Dwars door West-Vlaanderen kallades detta år). En andraplats i Paris–Roubaix 1999 är också värd att nämnas.
1996 deltog Peeters i linjeloppet vid Olympiska spelen i Atlanta 1996 i vilket han kom på femtonde plats.
Efter sin aktiva karriär fortsatte Peeters som sportdirektör för Quick-Step-stallet (som han också körde för från 1995 och framåt – inledningsvis Mapei–GB, från 1999 Mapei–Quick-Step).

## Meriter
| 1986 5:a i Circuit du Hainaut 1987 3:a i Grote Prijs Jef Scherens 7:a i Binche–Tournai–Binche 8:a i GP de Bessèges 1988 7:a i Paris–Tours 9:a i Brabantse Pijl 9:a i GP de la Ville de Rennes 1989 8:a i Brabantse Pijl 1990 Vinnare av Grote Prijs Jef Scherens 2:a i Kampioenschap van Vlaanderen 5:a i E3 Harelbeke 6:a i Ronde van Limburg 9:a i Scheldeprijs 9:a i De Kustpijl 1991 Vinnare av Ronde des Pyrénées 3:a i linjelopp vid Belgiska mästerskapen 5:a i GP Raymond Impanis 6:a i Paris–Roubaix 8:a i Dwars door België 1992 Vinnare av Schaal Sels 2:a i Rund um Köln 5:a i Veenendaal–Veenendaal 1993 3.a i Grote Prijs Jef Scherens 4:a i Dwars door België 1994 Vinnare av Gent–Wevelgem Vinnare av etapp 4 i Niederösterreich Rundfahrt 8:a i Grote Prijs Jef Scherens 8:a i Druivenkoers Overijse 1995 3:a i Kampioenschap van Vlaanderen 5:a i Nationale Sluitingsprijs 6:a i Schaal Sels 6:a i Omloop Mandel-Leie-Schelde 8:a i Brabantse Pijl 9:a i Dwars door België | 1996 2:a totalt i Driedaagse van De Panne-Koksijde 3:a i Omloop Mandel-Leie-Schelde 4:a i linjelopp vid Belgiska mästerskapen 6:a i Paris–Bryssel 6:a i Omloop Het Volk 7:a i Dwars door België 8:a i Druivenkoers Overijse 9:a i Scheldeprijs 10:a i Rund um den Henninger Turm 1997 Vinnare av etapp 1 i Dunkerques fyradagars 2:a i HEW Cyclassics 4:a i GP de Fourmies 4:a i linjelopp vid Belgiska mästerskapen 5:a i Kuurne–Bryssel–Kuurne 6:a i E3 Harelbeke 6:a totalt i Vuelta a Andalucia 1998 Vinnare av Nationale Sluitingsprijs 2:a i Druivenkoers Overijse 3:a i Paris–Roubaix 4:a i Brabantse Pijl 5:a i Challenge Mallorca - Trofeo Pollença-Alcúdia 6:a i GP de Fourmies 10:a i E3 Harelbeke 1999 Vinnare totalt av Guldensporentweedaagse Vinnare av etapp 2 2:a i Paris–Roubaix 2:a i Omloop Het Volk 3:a i Grote Prijs Stad Zottegem – Tistaertprijs 4:a i GP Eddy Merckx (individuellt tempolopp) 2000 3:a i Nationale Sluitingsprijs 5:a i Brabantse Pijl 5:a i linjelopp vid Belgiska mästerskapen 2001 2:a i Dwars door Vlaanderen 5:a i Paris–Roubaix 9:a totalt i Vuelta a Andalucia |